# 773 Irmintraud
773 Irmintraud је астероид главног астероидног појаса са пречником од приближно 95,88 .
Афел астероида је на удаљености од 3,090 астрономских јединица (АЈ) од Сунца, а перихел на 2,621 АЈ.
Ексцентрицитет орбите износи 0,082, инклинација (нагиб) орбите у односу на раван еклиптике 16,693 степени, а орбитални период износи 1762,942 дана (4,826 године).
Апсолутна магнитуда астероида је 9,10 а геометријски албедо 0,044.
Астероид је откривен 22. децембра 1913. године.